# Latijnse school (Maastricht)
De Latijnse school, ook wel (Latijnse) stadsschool, later Collegium Catholicum, was een Latijnse school in de Nederlandse stad Maastricht. De school werd in 1516 door het stadsbestuur opgericht en in 1781 gevestigd in een gebouw op het terrein van het enkele jaren eerder opgeven Jezuïetenklooster. Het gebouw aan het Jezuïetenhofje is een rijksmonument en biedt tegenwoordig huisvesting aan onder andere het consulaat van Luxemburg.

## Geschiedenis
Over de eerste Latijnse school van Maastricht is weinig bekend. De school werd in 1516 door de magistraat opgericht en was waarschijnlijk aan de Verwerhoek gevestigd. In 1517 werd de pedagoog, schrijver en Latijns dichter Christiaan Sterk (Latinisering: Ischyrius) uit Aldenhoven (hertogdom Gulik) aangetrokken, die met een kleine onderbreking in 1522-23 rector was van 1517 tot 1532 (of 1536). De school sloot daarna om onbekende redenen. Van 1551 tot 1554 was de school weer korte tijd operationeel. Tijdens die laatste periode was Christiaan Furnius (van Veurne) er rector. Hij publiceerde enkele werken, onder andere een bundel liederen Carmina bij Jacob Baethen.
De jezuïeten waren in Maastricht actief vanaf 1547, maar pas in 1570 kregen ze toestemming om er een klooster te vestigen. In 1574 ging de Maastrichtse raad akkoord met de oprichting van een college, dat in 1575 van start ging en in 1595 al 700 leerlingen telde. Het betrof een school voor voorbereidend wetenschappelijk onderwijs met internaat. Behalve aan hun eigen college, gaven enkele paters les aan de Latijnse stadsschool, die blijkbaar weer open was. Dit gebeurde op verzoek van de magistraat in 1574. Beide instellingen werden door de stad gesubsidieerd.
De betrokkenheid van de jezuïeten bij het onderwijs aan de stadsschool veranderde aanvankelijk niet toen de stad in 1632 door de Staatse troepen van Frederik Hendrik werd veroverd. Dat gebeurde wel toen enkele jaren later drie jezuïeten, waaronder de rector van het college, werden beschuldigd en terechtgesteld wegens het verraad van 1638. Als gevolg daarvan werden de jezuïeten een jaar later uit de stad verbannen, op één pater en broeder na. De verbanning van de jezuïeten duurde 34 jaar. Het is niet bekend hoe het jezuïetencollege en de Latijnse school deze periode hebben doorstaan. In 1673 werd Maastricht veroverd door Lodewijk XIV, die de jezuïeten hun bezittingen teruggaf. In 1682 werd in Maastricht een illustere school (Atheneum Illustre) gevestigd, bedoeld als protestantse tegenhanger van het jezuïetencollege. Deze school deelde een pand in de Sint-Jacobstraat met de Gereformeerde Latijnse stadsschool, die de pendant was van de bestaande Latijnse school, waar de jezuïeten het voor het zeggen hadden.
In 1773 werd de orde van de Sociëteit van Jezus door paus Clemens XIV opgeheven. Het Maastrichtse klooster en het toen vijf klassen tellende jezuïetencollege sloten de deuren. De Latijnse school bleef bestaan, echter zonder jezuïetendocenten. Het kloosterterrein werd in 1786 door de Staten-Generaal aan de stad afgestaan ter compensatie van de drukkende last van het garnizoen. Een jaar later werd begonnen met de aanleg van twee nieuwe straten (Achter de Comedie en Minckelersstraat). De kerk werd in 1788 overgedragen aan de Sociëteit tot Oprichting van een Schouwburg, die het gebouw door Mathias Soiron liet verbouwen tot theater, de huidige Bonbonnière. De nieuwe Latijnse school, Collegium (Romano-)Catholicum genoemd, kwam al een jaar eerder tot stand, als opvolger van zowel het jezuïetencollege en de (nooit opgeheven) stadsschool. Mogelijk was de nieuwbouw hiervan noodzakelijk geworden door de sloop van de oude, die voor de aanleg van de Minckelersstraat moest wijken. Het is evenwel niet zeker of de oude stadsschool in hetzelfde scholencomplex gevestigd was als het jezuïetencollege (zie plattegrond hiernaast).
In het verleden bestond twijfel of het gebouw van stadsbouwmeester Jean François Deplaye uit 1787 nieuwbouw betrof, of renovatie en herinrichting van een bestaand gebouw. Volgens (oudere) auteurs bestond het gebouw al voordien, als brouwerij of school, mogelijk al in 1729 gebouwd. Anderen hebben erop gewezen dat de bestektekening van Deplaye uit 1787 een klaar bewijs is dat het gebouw pas na het vertrek van de jezuïeten tot stand kwam.
Het onderwijs onderging enige moderniseringen door het laten vallen van Grieks als schoolvak, waarna nog overbleven: Latijn, Frans, aardrijkskunde, kosmologie en de beginselen van de rekenkunde. De 60 tot 70 leerlingen kregen les van vier leraren. Deze tweede Latijnse stadsschool was geen lang leven beschoren. In 1794 werd Maastricht bezet door de Franse revolutionaire legers. Maastricht was daarna twintig jaar lang een Franse stad. Het onderwijs werd op Franse leest geschoeid en in 1798 sloot de Latijnse school. Ervoor in de plaats kwam de École centrale du Département de la Meuse-Inférieure, een para-universitair opleidingsinstituut., in 1804 gedegradeerd tot École secondaire, een gewone middelbare school.
Over de geschiedenis van het gebouw van de Latijnse school in de 19e eeuw is weinig bekend. In 1917 vond een ingrijpende restauratie plaats. De muur langs Achter de Comedie en het bedrijfspand tussen de school en het kloosterrestant werd pas omstreeks 1980 gesloopt. Hoewel het Jezuïetenhofje daarna een opener karakter kreeg, belemmeren een nieuw appartementengebouw en een garage nog steeds het zicht op de historische gebouwen. De Latijnse school is sinds 1966 een rijksmonument. Het bouwwerk is geheel in de staat zoals Deplaye het getekend heeft bewaard gebleven, met uitzondering van de barokke dakruiter met schoolbel. Anno 2017 zijn in het gebouw verschillende bedrijven en instellingen gevestigd, waaronder het consulaat van het Groothertogdom Luxemburg en het honorair consulaat van Israël.

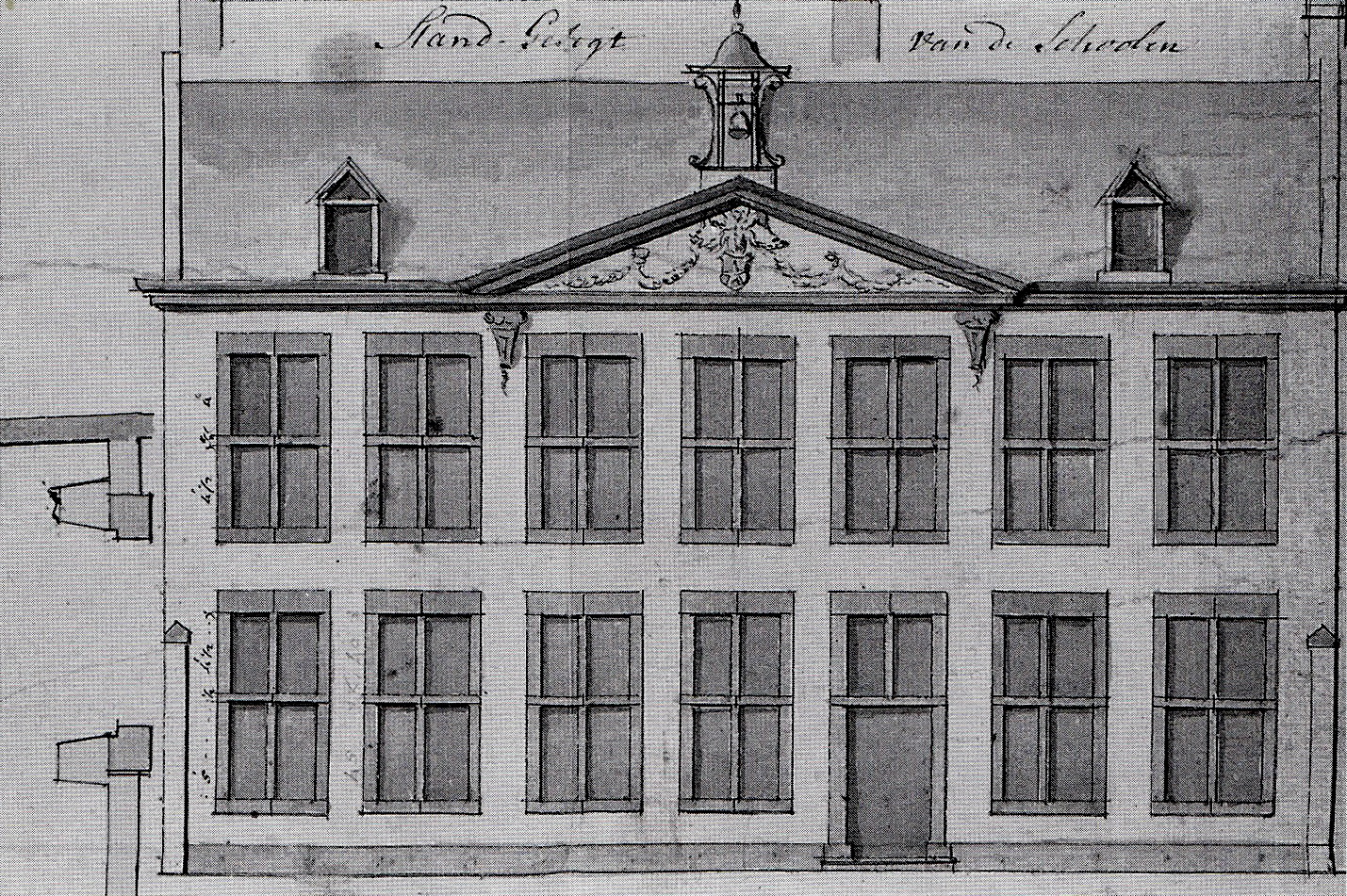
Bouwtekening Deplaye, 1787
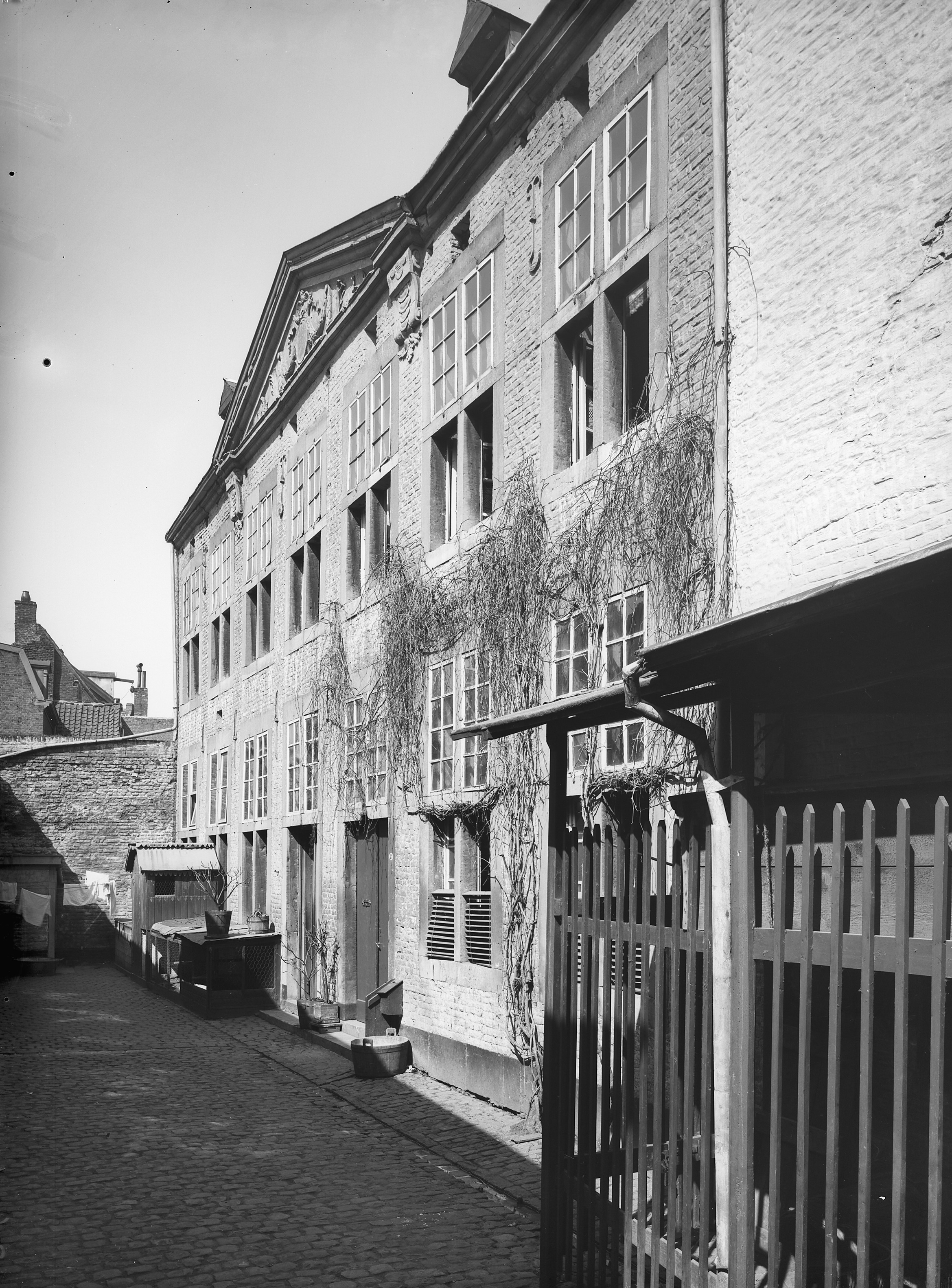
Vóór de restauratie, 1917
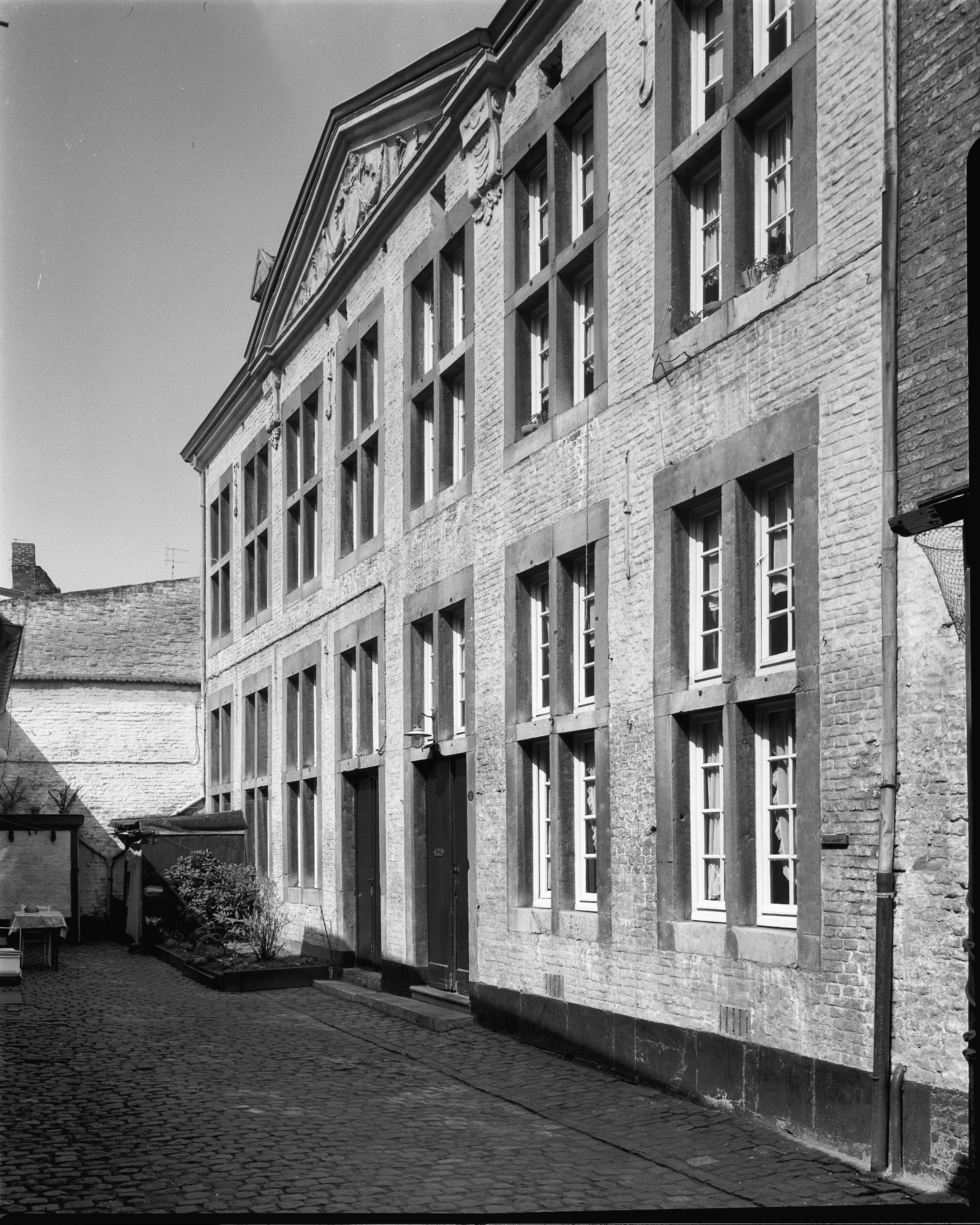
Na de restauratie, 1962
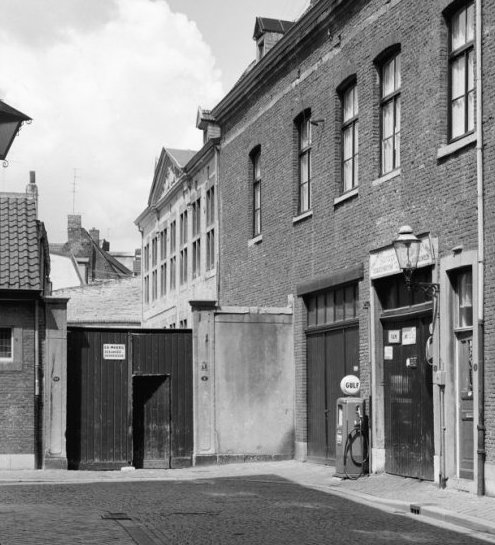
Idem, met poort

## Architectuur
De Latijnse school (Achter de Comedie 8) ligt aan een kleine binnenplaats (het zogenaamde Jezuïetenhofje) tegenover de kloostervleugel. Hoewel de officiële beschrijving van het rijksmonument het jaartal 1729 noemt, is het aannemelijk dat het gebouw pas in 1787 tot stand kwam, naar het ontwerp van stadsbouwmeester Jean François Deplaye. Het betreft een ondiep gebouw met een brede gevel van zeven traveeën en een niet centraal geplaatste entree. De gevel van baksteen is wit gesausd. De architectuur met kruiskozijnen en zware vensteromlijstingen van Naamse steen doet enigszins archaïsch aan voor een gebouw uit de late 18e eeuw. De reden daarvoor kan zijn dat bij de bouw gebruik werd gemaakt van materiaal afkomstig van de brouwerij en van de  gesloopte collegegebouwen. De vreemde aanhechting van het fronton door middel van tussen twee vensters gepropte consoles, lijkt daarvoor een aanwijzing. De stedenmaagd (eigenlijk de stadsengel) en het stadswapen in het fronton duiden erop dat dit een stadsschool is.

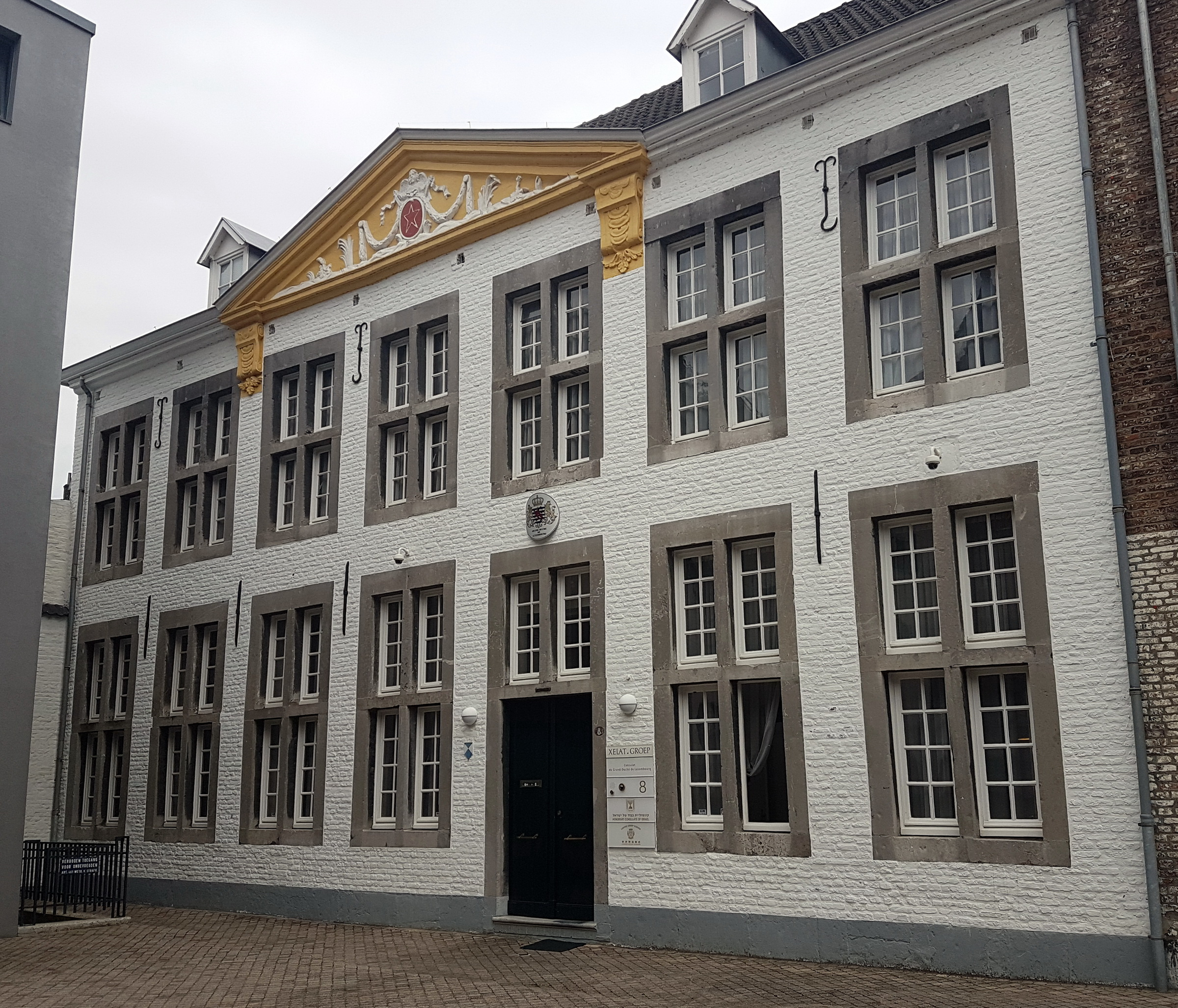
Latijnse school in 2017
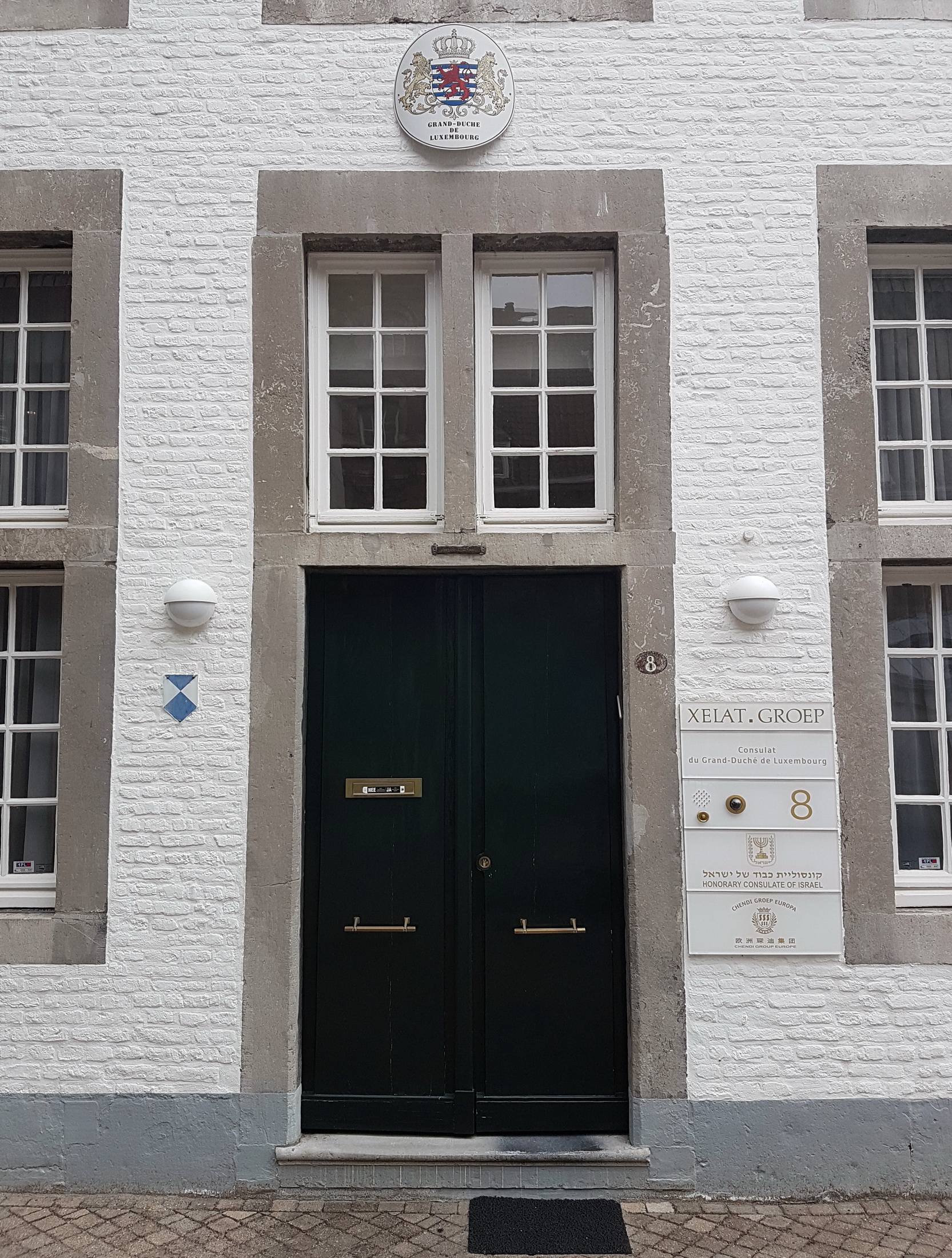
Entree met consulaatsschildje
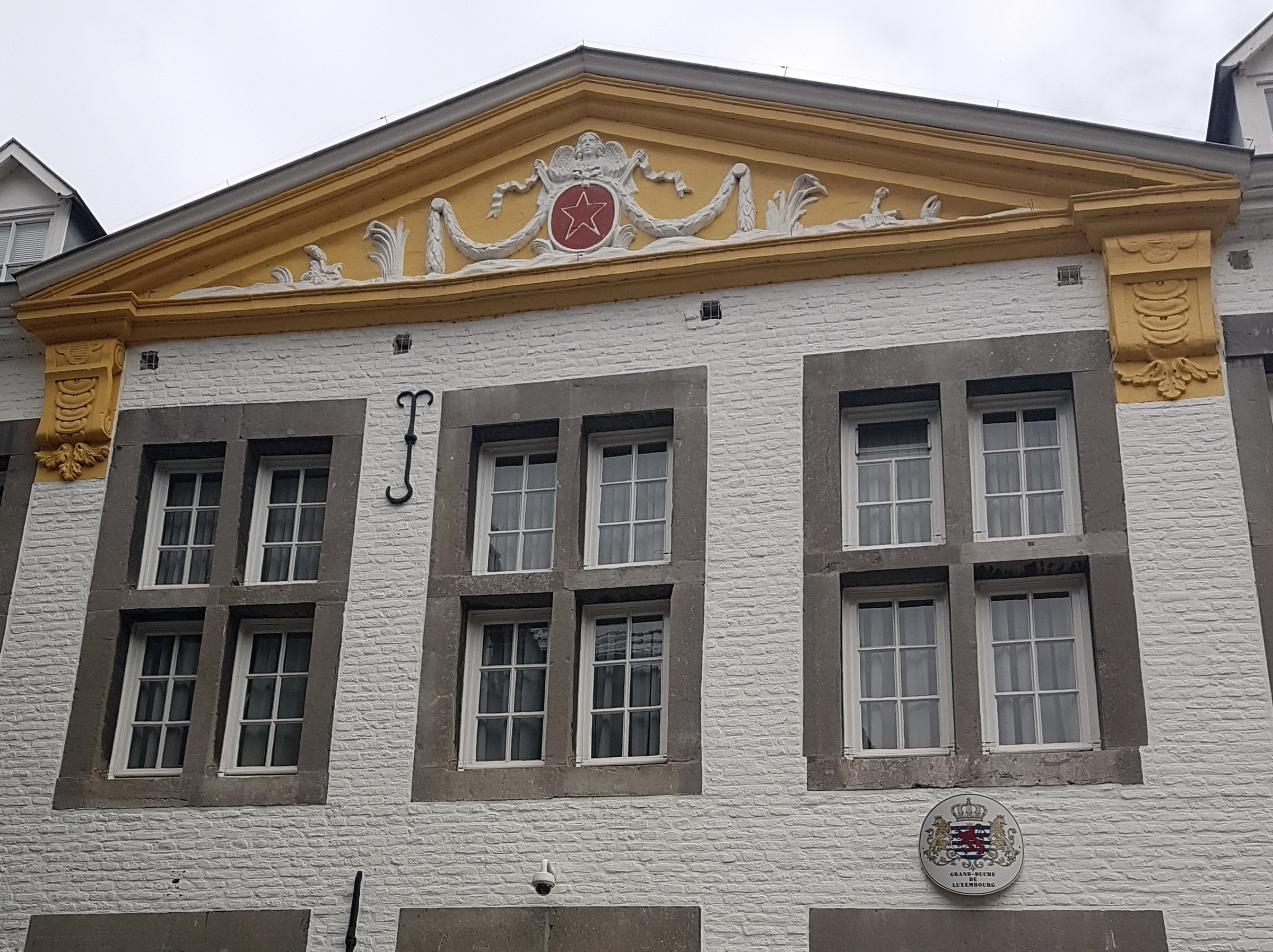
Kruiskozijnen en fronton
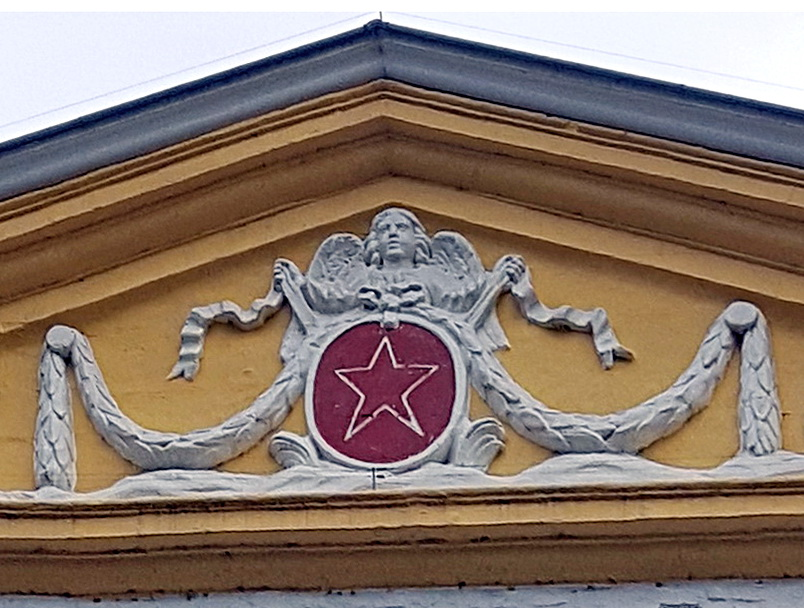
Stadsengel en stadswapen